# Gagik Snjoyan
Gagik Mishai Snjoyan (ur. 4 listopada 2001) – francuski zapaśnik walczący w stylu klasycznym. Zajął dziesiąte miejsce na mistrzostwach Europy w 2024. Brązowy medalista igrzysk śródziemnomorskich w 2022. Dziesiąty w Pucharze Świata w 2020. Drugi na MŚ U-23 w 2022. Trzeci na MŚ i ME kadetów w 2018 roku.
Mistrz Francji w 2022 roku.